# Terthroptera
Terthroptera é um gênero de mariposa pertencente à família Acrolepiidae.